# Característiques lingüístiques de l'anglès parlat per catalanòfons
L'anglès parlat per catalanòfons presenta unes interferències típiques amb el sistema lingüístic català, complicades amb la interferència amb la segona llengua que és el castellà o el francès, ja que per a la immensa majoria de catalanòfons l'anglès és com a molt una tercera llengua i el seu aprenentatge sol començar relativament tard i sovint no depassa d'un nivell rudimentari.

## Fonètica i fonologia

### Interferències causades per diferències d'inventari de sons
Són sons anglesos que no existeixen en el sistema català i que, o bé no són reconeguts com a diferents o bé es confonen amb sons semblants coneguts
- B i V: Confusió de /b/ i /v/, que en anglés són dos fonemes diferenciats. En general en català, excepte en valencià, balear i tarragoní, i com en castellà, /v/ no es diferencia de /b/. Exemple: boys ['bojz] i voice ['vojs] esdevenen homòfons *['bɔjs]. Per altra banda, en posició intervocàlica els catalanòfons també confonen aquests dos fonemes però pronuncien sempre la fricativa [β] (que els anglòfons solen interpretar com /v/). Exemple ever ['evə(r)] pronunciat *['ɛβə(r)].
- D i TH: Confusió de /ð/ i /d/, que en anglés són dos fonemes diferenciats. En català [ð] i [d] són dos variants de /d/. Exemples: this ['ðɪz] pronunciat *['dis]; that ['ðæt] pronunciat *['dat]. En posició final de paraula, però, els catalanòfons ensordeixen les oclusives i fricatives, i llavors confonen [ð] i [θ]. Exemple: smooth ['smu:ð] pronunciat *[əs'muθ]. Per altra banda, en posició intervocàlica els catalanòfons també confonen aquests dos fonemes però pronuncien sempre la fricativa [ð]. Exemple weather ['weðə(r)], però en canvi credit ['kredɪt] pronunciat *['krɛðit]
- H: El fonema anglès /h/ se sol pronunciar com [x], la jota castellana, el so ja conegut més proper per a la majoria de catalanòfons. Els anglòfons perceben aquesta articulació com estranya i forçada, com el so final de la paraula escocesa loch. Exemples: hot ['hɔt] pronunciat ['xɔt]. Per contra els parlants d'italià o de francès solen menjar-se aquest so de l'anglès, ja que segons com ni el reconeixen ni el saben pronunciar.
- R: El fonema /r/, que en anglès Recieved Pronunciation és una consonant retroflexa i labialitzada, es pronuncia a la catalana. Per als anglòfons aquest so s'entén com una r estranya, potser escocesa, potser estrangera. . A més, en Recieved Pronunciation la majoria de les R de l'ortografia anglesa si no van seguides de vocal són de fet mudes i alteren o allarguen la vocal anterior. Exemples sir ['sɜ:(r)], car ['cɑ:(r)], hurt /hɜ:[r]t/ ...
- A, U, AR: Confusió amb [a] dels tres sons de l'anglès A anterior /æ/, A posterior /ʌ/, A central llarga /ɑ:/. Exemples: ran vs run, cat vs cut, etc.
- I i EE: Confusió de I llarga tensa /i:/ i I breu laxa /ɪ/, Exemples: sheet vs shit ...
- U i OO: Confusió de U llarga tensa /u:/ i U breu laxa /ʊ/, Exemples: fool vs full ...
- A, E, IR, etc.: Confusió amb [ɛ] dels tres sons de l'anglès A anterior /æ/, E oberta /ɛ/, E llarga laxa [ɜ:]. Exemples: man vs men, bad vs bed vs bird, etc.
- O: Confusió amb [ɔ] dels dos sons de l'anglès [ɒ] O oberta breu laxa i [ɔ:] O oberta llarga, ...
- Vocals neutralitzades: Pel miratge de les vocals de l'escriptura, molts catalanòfons tenen tendència a pronunciar les vocals àtones angleses massa clares o tenses. De fet, sovint resulta més genuí pronunciar les vocals a la catalana que no pas a la castellana. Per exemple the (l'article), que hauria de sonar [ðə], o bé [ðɪ] davant de vocal, i no pas *[de]. Moltes de les vocals de l'ortografia anglesa en posició àtona poden ser neutralitzades, segons la manera de parlar o la posició dins la frase, en només tres vocals [ə],[ɪ], [ʊ], o fins i tot només en una de sola una [ə] indiferenciada. Exemples: lemon ['lemən], chicken ['tʃɪkən] o ['tʃɪkɪn], mountain ['maʊntɪn], of [əv], etc.

A part, el fonema /θ/ tot i ser absent del sistema català no presenta problemes per als parlants catalans bilingües amb el castellà, perquè ja és un so conegut.
Cal anotar que la lateral /l/ velaritzada, típica del català, és més apropiada per a una pronunciació anglesa que no pas la lateral sense velaritzar pròpia del castellà o dels parlar xava.

### Interferències causades per diferències de distribució de sons
- Les oclusives sonores /b/, /d/, /g/ en posició medial entre vocals o líquides haurien de mantenir-se oclusives. A la catalana es pronuncien incorrectament fricatives [β], [ð], [ɣ]. Exemples: about [ə'baʊt] pronunciat *[ə'βawt], idea [aɪ'di:ə] pronunciat *[aj'ðiə], together [tʰə'geðə(r)] pronunciat *[tu'ɣɛðə(r)].
- Les oclusives sonores /b/, /d/, /g/ en posició final de paraula haurien de mantenir-se sonores. A la catalana es pronuncien incorrectament sordes [p], [t], [k]. Exemples: ...
- Les oclusives sordes /p/, /t/, /k/ en posició inicial de paraula haurien de pronunciar-se aspirades [pʰ], [tʰ], [kʰ]. A la catalana es pronuncien incorrectament igual [p], [t], [k]. Exemples: pen ['pʰen] pronunciat *['pɛn], two ['tʰu:] pronunciat *['tu], cat ['kʰæt] pronunciat *['kat].
- Les fricatives i africades sonores /v/, /ð/, /z/, /ʤ/ en posició final absoluta o davant de pausa haurien de mantenir-se sonores. A la catalana es pronuncien incorrectament sordes [f], [θ], [s], [ʧ]. Exemples: above [ə'bʌv] pronunciat *[ə'βaf]; smooth ['smu:ð] pronunciat *[əs'muθ]; disease [dɪ'zi:z] pronunciat *[di'zis]; knowledge ['nɒlɪdʒ] pronunciat *['nɔliʧ].
- Les fricatives i africades sordes /f/, /θ/, /s/, /ʃ/ /ʧ/ en posició final de paraula seguida de paraula començant per vocal haurien de mantenir-se sordes. A la catalana es pronuncien incorrectament sonores [v], [ð], [z], [ʒ], [ʤ] perquè es fa el lligament o liaison a la paraula següent. Exemples: enough is enough [ɪ'nʌf ɪz ɪ'nʌf] i no *[i'nav iz i'naf], nice eyes ['naɪs 'aɪs] i no * ['naiz 'ais], etc.
- La nasal velar /ŋ/ en posició medial. Exemple: singer ['sɪŋə] pronunciat *['siŋgə].
- La s líquida inicial reforçada amb una vocal davant ... Exemples: ... stop, skate, etc.
- Les nasals i líquides vocàliques ... Exemples: ... listen ['lɪsn], little ['lɪtḷ], etc.
- El diftong /ju/ en paraules com new, due, etc. en anglès és sempre creixent. A la catalana es pronuncia incorrectament decreixent. Exemple *['niw] en comptes de ['nju]
- La seqüència /θ/ + /r/ ... Exemples: ... three, through, etc.
- La seqüència /w/ + U ... Exemple: would ['wʊd] o ['wəd] pronunciat *['but]
- Les combinacions finals de consonants que no apareixen en català i que se simplifiquen...
  - /d/ + /θ/. Exemple width ...
  - /t/ + /θ/. Exemple eighth ...
  - /s/ + /θ/. Exemple sixth ...
  - /θ/ + /s/. Exemple maths ...
  - /θ/ + /t/. Exemple smoothed ...
- ... combinacions finals de consonants que en català emmedueixen la segona final però en anglès no ... -nt, -nd, -mp, -mb, -nk, -ng, -lt, -ld, -st, -kt
  - Combinacions finals que apareixen en els verbs en passat: /b,g,v,ð,z,ʒ,dʒ,m,n,l/ + /d/, o bé /p,k,f,θ,s,ʃ,tʃ/ + /t/
  - Combinacions finals que apareixen en els verbs en 3a persona present o genitius: /b,d,g,v,ð,m,n,l/ + /z/, o bé /p,t,k,f,θ/ + /s/